# Nelson Chirchir
Nelson Chirchir (né le 16 juin 1956) est un athlète kényan, spécialiste du 1 500 m. 

## Biographie
Il remporte la médaille d'or du 1 500 mètres lors des championnats d'Afrique 1992, à Maurice, dans le temps de 3 min 38 s 52.

### Palmarès
| Date | Compétition            | Lieu             | Résultat | Épreuve | Performance   |
| ---- | ---------------------- | ---------------- | -------- | ------- | ------------- |
| 1992 | Championnats d'Afrique | Belle Vue Maurel | 1er      | 1 500 m | 3 min 38 s 52 |

### Records
| Épreuve | Performance   | Lieu             | Date         |
| ------- | ------------- | ---------------- | ------------ |
| 1 500 m | 3 min 38 s 52 | Belle Vue Maurel | 26 juin 1992 |